# Pavol Bojanovský
Pavol Bojanovský, né le 6 septembre 1953 à Bratislava, en Tchécoslovaquie, est un joueur puis entraîneur tchécoslovaque de basket-ball. Il évolue durant sa carrière au poste d'arrière.

## Palmarès
- 3e du championnat d'Europe 1977